# Joe Albany
Joe Albany (rodným jménem Joseph Albani; 24. ledna 1924 Atlantic City – 12. ledna 1988 New York) byl americký jazzový klavírista. Od dětství studoval hru na klavír. Roku 1943 se stal členem orchestru Bennyho Cartera a o tři roky později začal hrát s Charliem Parkerem. Během své kariéry vydal několik alb pod svým jménem a spolupracoval s řadou dalších hudebníků, mezi které patří Art Davis, Warne Marsh, George Duvivier, Charlie Persip, Roy Haynes nebo Aldo Romano.